# Felix Schwenke
Felix Schwenke (Francoforte sul Meno, 27 maggio 1979) è un politico tedesco, sindaco di Offenbach am Main dal 21 gennaio 2018.